# Monks Eleigh
Monks Eleigh ist ein Dorf und civil parish im District Babergh in der Grafschaft Suffolk, England. Im Jahr 2021 hatte es eine Bevölkerung von 502 Einwohnern.